# Maciej Jankowski (1946–2019)
Maciej Stanisław Jankowski (ur. 13 lipca 1946 w Warszawie, zm. 10 lipca 2019 tamże) – polski polityk, dżudoka, spawacz, działacz związkowy, poseł na Sejm III kadencji.

## Życiorys
Syn Konstantego i Anny. Uzyskał wykształcenie podstawowe. W 1967 został mistrzem Polski w judo w kategorii ciężkiej. W latach 1975–1990 pracował na Uniwersytecie Warszawskim jako brygadzista brygady remontowej. W 1980 wstąpił do „Solidarności”, był jednym z liderów mazowieckich struktur związku. W stanie wojennym został internowany na okres od 13 grudnia 1981 do 27 marca 1982.
Od 1990 przez rok pełnił funkcję wiceprzewodniczącego NSZZ „Solidarność” na Mazowszu, następnie do 1998 kierował tym regionem związku. Szeroką rozpoznawalność zyskał w tym czasie, porównując Leszka Balcerowicza do „małpy z brzytwą”. Sprawował także mandat posła III kadencji wybranego z listy Akcji Wyborczej Solidarność w okręgu warszawskim. W 2000 związał się z Stronnictwem Konserwatywno-Ludowym, w wyborach prezydenckich w tym samym roku należał do komitetu wyborczego Andrzeja Olechowskiego. W 2001 poparł powstanie Platformy Obywatelskiej, bez powodzenia ubiegał się o mandat senatora z własnego komitetu. Był też radnym sejmiku mazowieckiego I kadencji.
W 2002 wycofał się z bieżącej polityki. Ponownie zatrudnił się na Uniwersytecie Warszawskim jako kierownik robót ślusarskich. Przed wyborami prezydenckimi w 2005 oficjalnie udzielił poparcia Donaldowi Tuskowi.
Pochowany 16 lipca 2019 na cmentarzu Powązkowskim w Warszawie. Uroczystość pogrzebowa miała charakter świecki.

## Odznaczenia
Odznaczony Krzyżem Oficerskim Orderu Odrodzenia Polski na mocy postanowienia prezydenta Lecha Kaczyńskiego z 28 sierpnia 2009. 7 grudnia 2015, w proteście wobec działań Prawa i Sprawiedliwości po objęciu władzy w Polsce, oddał order Monice Olejnik z prośbą o przekazanie go na aukcję mającą na celu nakarmienie „watahy wilków” lub „świnek”.
Odznaczony również mongolskim Orderem Gwiazdy Polarnej (2013).